# کن بویز (بازیکن فوتبال، زاده ۱۸۹۵)
کن بویز (انگلیسی: Ken Boyes; ۱۷ نوامبر ۱۸۹۵ – ۶ اکتبر ۱۹۶۳) بازیکن فوتبال اهل بریتانیا بود.
از باشگاه‌هایی که در آن بازی کرده‌است می‌توان به باشگاه فوتبال بریستول راورز، باشگاه فوتبال پول تاون، باشگاه فوتبال ویموث، و باشگاه فوتبال ساوت‌همپتون اشاره کرد.